# Sanya

Sanya är en stad på prefekturnivå i ö-provinsen Hainan i Kina, omkring 210 kilometer sydväst om provinshuvudstaden Haikou och med 685 408 invånare (2010). Staden är den näst största staden i provinsen och Kinas sydligaste stad. Sanya är en populär turistdestination samt centrum för den lokala muslimska utsul-minoriteten.

## Geografi
Sanya ligger nära Hainans sydspets, något sydligare än Hawaii, det amerikanska exotiska semesterparadis som Hainan gärna jämför sig med, och är känt för sina långa stränder med vit sand; staden marknadsför dem som de finaste i hela Asien. Staden är byggd kring de fem vikarna Yalong, Dadonghai, Sanya, Haitang och Yazhou. De främsta stränderna är Yalong, Haitang och Dadonghai, som alla är viktiga för stadens turistnäring. Kring staden finns flera korallöar.

## Administrativ indelning
Sanya indelas i fyra stadsdistrikt:
| Karta                        | Karta                        | Karta                        | Karta                        | Karta                        | Karta                        | Distrikt           | Kinesiska | Pinyin     | Befolkning (2010) | Yta (km2) | Befolknings- täthet (/km2) |
| ---------------------------- | ---------------------------- | ---------------------------- | ---------------------------- | ---------------------------- | ---------------------------- | ------------------ | --------- | ---------- | ----------------- | --------- | -------------------------- |
| Jiyang Tianya Haitang Yazhou | Jiyang Tianya Haitang Yazhou | Jiyang Tianya Haitang Yazhou | Jiyang Tianya Haitang Yazhou | Jiyang Tianya Haitang Yazhou | Jiyang Tianya Haitang Yazhou | Jiyang-distriktet  | 吉阳区    | Jíyáng qū  | 257 061           | 372       | 691,02                     |
| Jiyang Tianya Haitang Yazhou | Jiyang Tianya Haitang Yazhou | Jiyang Tianya Haitang Yazhou | Jiyang Tianya Haitang Yazhou | Jiyang Tianya Haitang Yazhou | Jiyang Tianya Haitang Yazhou | Tianya-distriktet  | 天涯区    | Tiānyá qū  | 269 935           | 944       | 285.94                     |
| Jiyang Tianya Haitang Yazhou | Jiyang Tianya Haitang Yazhou | Jiyang Tianya Haitang Yazhou | Jiyang Tianya Haitang Yazhou | Jiyang Tianya Haitang Yazhou | Jiyang Tianya Haitang Yazhou | Haitang-distriktet | 海棠区    | Hǎitáng qū | 68 897            | 255       | 270.18                     |
| Jiyang Tianya Haitang Yazhou | Jiyang Tianya Haitang Yazhou | Jiyang Tianya Haitang Yazhou | Jiyang Tianya Haitang Yazhou | Jiyang Tianya Haitang Yazhou | Jiyang Tianya Haitang Yazhou | Yazhou-distriktet  | 崖州区    | Yázhōu qū  | 89 515            | 347       | 257.96                     |

## Klimat
|                                            | Jan | Feb | Mar | Apr | Maj | Jun | Jul | Aug | Sep | Okt | Nov | Dec |
| ------------------------------------------ | --- | --- | --- | --- | --- | --- | --- | --- | --- | --- | --- | --- |
| Normaldygnets maximitemperaturs medelvärde | 26  | 27  | 28  | 30  | 32  | 32  | 32  | 31  | 31  | 30  | 28  | 27  |
| Normaldygnets minimitemperaturs medelvärde | 16  | 19  | 21  | 24  | 25  | 26  | 26  | 25  | 24  | 23  | 21  | 19  |
|                                            |     |     |     |     |     |     |     |     |     |     |     |     |
| Nederbörd                                  | 23  | 33  | 46  | 97  | 182 | 215 | 206 | 217 | 279 | 179 | 92  | 43  |

| Diagram | temperaturer i °C • månadsnederbörd i mm | temperaturer i °C • månadsnederbörd i mm | temperaturer i °C • månadsnederbörd i mm | temperaturer i °C • månadsnederbörd i mm | temperaturer i °C • månadsnederbörd i mm | temperaturer i °C • månadsnederbörd i mm | temperaturer i °C • månadsnederbörd i mm | temperaturer i °C • månadsnederbörd i mm | temperaturer i °C • månadsnederbörd i mm | temperaturer i °C • månadsnederbörd i mm | temperaturer i °C • månadsnederbörd i mm | temperaturer i °C • månadsnederbörd i mm |
|         | 23 26 16                                 | 33 27 19                                 | 46 28 21                                 | 97 30 24                                 | 182 32 25                                | 215 32 26                                | 206 32 26                                | 217 31 25                                | 279 31 24                                | 179 30 23                                | 92 28 21                                 | 43 27 19                                 |

## Djurliv
Havet utanför Sanya är artrikt, med över 1 000 arter av fiskar, 350 av räkor, 325 av krabbor och 700 av blötdjur.

## Historia
Sanya har varit en del av Kina sedan Qindynastin (221–206 f.Kr.). Stadens läge, ytterst i det kinesiska riket, har gjort att området kallats Tianya haijiao (天涯海角: ungefär "slutet på himmel och hav") och använts som exilort för ett antal premiärministrar. En av dessa premiärministrar, Li Deyu som verkade under tangdynastin, beskrev Hainan som "helvetets port".
Under Sui- och Tangdynastierna (500- till 900-talet) utgjorde Sanya en provianteringsstation för persiska och arabiska sjöfarare längs den marina Sidenvägen. Det fanns en persisk bosättning vid Lingshuiwan, strax nordost om Sanya, och gravstenar med arabiska bokstäver finns kvar vid kusten där.
Under andra sino-japanska kriget invaderades Hainan av japanerna i februari 1939.

## Folkslag
Hainans befolkning utgörs i huvudsak av hankineser, men bland invånarna finns 37 erkända minoritetsfolk. Bland de etniska minoriteter som är representerade i Sanya är li-, miao- och huifolken särskilt signifikanta.

### Li
Lifolket var Hainans ursprungliga bosättare. Man tror att de kom till Hainan från det kinesiska fastlandet runt år 1000 f.Kr. Folket är uppdelat i flera stammar: bendi li, ha li, jiamao li, meifu li och qi li, vilka sammanlagt utgör en befolkning på drygt 1,2 miljoner på Hainan. Av dessa är det främst ha li som har sina traditionella bosättningar kring Sanya. Deras traditionella kulturyttringar omfattar bland annat folkmusik, dans och brokad. Deras traditionella hus, numera sällsynta, är byggda i båtform.
Religiöst har lifolket varit animister, schamanister och polyteister, men religion har officiellt försvunnit sedan det kommunistiska övertagandet 1950.

### Miao
Miaofolket återfinns i huvudsak i Guizhou, men de finns företrädda även på Hainan. Miaokineserna är kända för sina färgglada folkdräkter, frikostigt smyckade med silver.

### Hui
Hui är egentligen inte en etnisk gruppering, utan ett samlingsnamn på kinesisktalande muslimer. Huibefolkningen i Sanya tillhör främst den etniska minoriteten utsul, på kinesiska huihui, vilken dock inte är officiellt erkänd som minoritetsfolk. Utsulbefolkningen hävdar att de invandrat till Hainan över havet från nuvarande Vietnam eller Kambodja under 1700- eller 1800-talet. Folkgruppen var redan då muslimsk och har i hög grad hållit fast vid sin tro. De är därmed inte språkligt eller kulturellt besläktade med övriga huikineser. Utsulbefolkningen består av drygt 6 500 personer som huvudsakligen bor i Huihui och Huixin i utkanten av Sanya.

## Religion

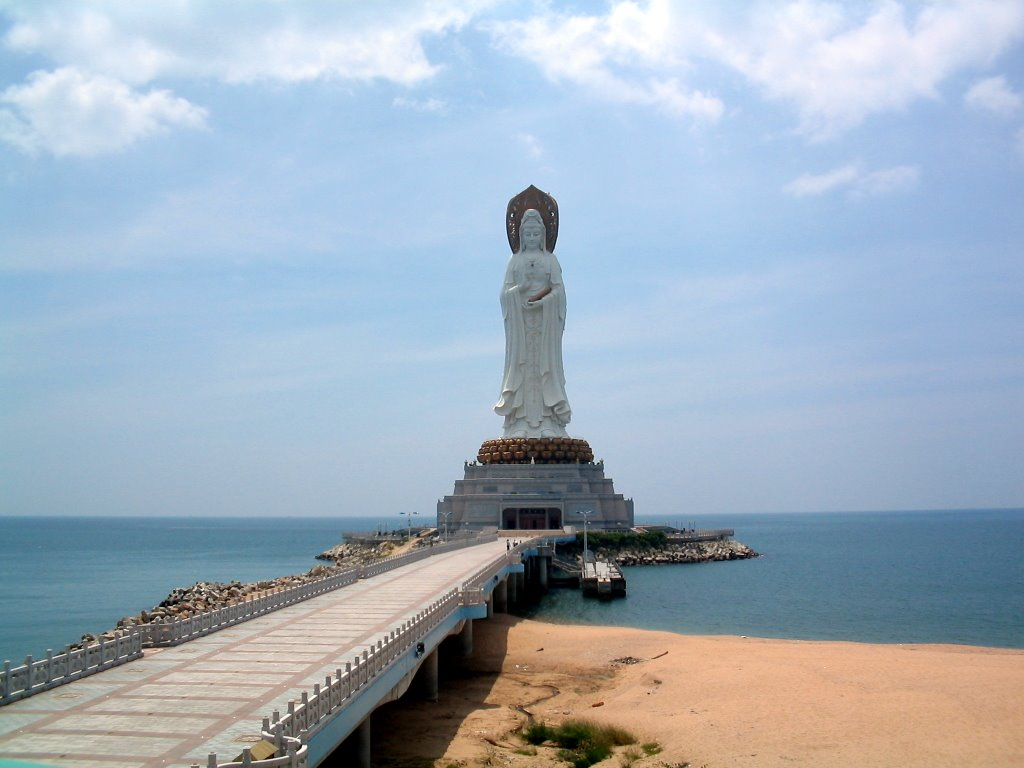
Statyn av Avalokiteshvara är världens fjärde högsta staty.

De huvudsakliga religionerna i Sanya är buddhism, daoism, kristendom och islam.

### Buddhism
Buddhismens främsta center i Sanya är park- och tempelområdet vid Nanshan (Södra berget) cirka fyra mil väster om stadens centrum. Till de främsta landmärkena i området hör en tresidig bronsstaty av bodhisattvan Avalokiteshvara (på kinesiska Guānshìyīn Púsà, eller kortare Guan Yin) som reser sig 108 meter över en konstgjord ö en liten bit ut i vattnet. Figuren av Avalokiteshvara, som färdigställdes 2005, är världens fjärde högsta staty.
I parken finns också flera buddhisttempel. Bland dessa märks Nanshantemplet som byggdes i traditionell Tang-stil 1998, till 2000-årsjubileet av buddhismens intåg i Kina. Tempelområdet på över 26 hektar är det största som någonsin anlagts i Kina. Tempelbyggnaderna, med en total golvyta på 40 000 kvadratmeter, rymmer åtskilliga Buddha-figurer och även statyer av de fyra himmelska kungarna.

### Kristendom
Den officiella kristna kyrkan i Sanya finns på Xinmin Street i stadsdelen Hongsha. I kyrkan firas förmiddagsgudstjänst varje söndag klockan nio.

### Islam
Man tror att islam först kom till Hainan med muslimska handelsmän från Gujarat i Indien under Sidenvägens tid. Den nutida muslimska befolkningen består huvudsakligen av ättlingar till immigranter från muslimska grannländer i sydostasien.
I stadsdelen Fenghuang finns sex moskéer för stadens sunnitiska muslimer:
- Östra moskén, eller Gamla moskén, i Huihui uppfördes ursprungligen under södra Songdynastin, 1127–1279. Det var den första moskén på Hainan som byggdes i arabisk stil. Den förstördes dock under Kulturrevolutionen (1966–1976), men återuppbyggdes på samma plats 1986. Moskéns bönsal rymmer 1 000 personer.[18]
- Västra moskén som ligger i Huixin uppfördes ursprungligen 1473 i traditionell kinesisk stil. Fönstren är dekorerade i naturmönster. Moskén raserades under Kulturrevolutionen, men återuppbyggdes 1978. Bönsalen rymmer 400 personer.[19]
- Norra moskén i Huihui byggdes ursprungligen under början av den södra Songdynastin, det vill säga på 1100-talet. Den förstördes vid den japanska invasionen 1939 och på nytt under Kulturrevolutionen. Bönsalen i den nuvarande moskén byggdes 1981 och rymmer efter renovering 1993 1 500  personer.[20]
- Södra moskén i Huixin byggdes också under 1100-talet i traditionell kinesisk palatsstil. Liksom övriga moskéer förstördes den under Kulturrevolutionen, men är nu, efter sex renoveringar under 1980-talet, Sanyas största moské.[21]
- Nankaimoskén i Huixin uppfördes ursprungligen 1478, men den nuvarande byggnaden är från 1990.[6]
- Nya moskén som rymmer 150 personer byggdes 1979, bara hundra meter från Östra moskén.[6]

## Näringsliv

### Turism
Turistnäringen är betydande i Sanya, och är under utbyggnad. Med sina vidsträckta stränder och sitt varma klimat hoppas man på sikt kunna konkurrera med Thailand om de internationella turistströmmarna, men även den inhemska turismen som än så länge kraftigt dominerar – 2007 tog Hainan som helhet emot 750 000 utländska turister och 18 miljoner inhemska – räknar man med kommer att växa mycket.
Vid sidan av lokala hotellrörelser finns flera internationella hotellkedjor representerade i Sanya, såsom Marriott International (med hotell både under eget namn och under namnet Ritz-Carlton), Holiday Inn, Hilton Hotels och Kempinski. De utlandsägda lyxhotellen ligger huvudsakligen vid stranden i Yalong.

#### Tianyahaijiao
Tianyahaijiao är ett naturskönt område vid öns sydligaste punkt. Parkområdet tar tio kvadratkilometer i anspråk och är en turistattraktion. Särskilt kända är de stora stenblock med de kinesiska tecknen för platsens namn markerar att detta är "havets och himlens slut".

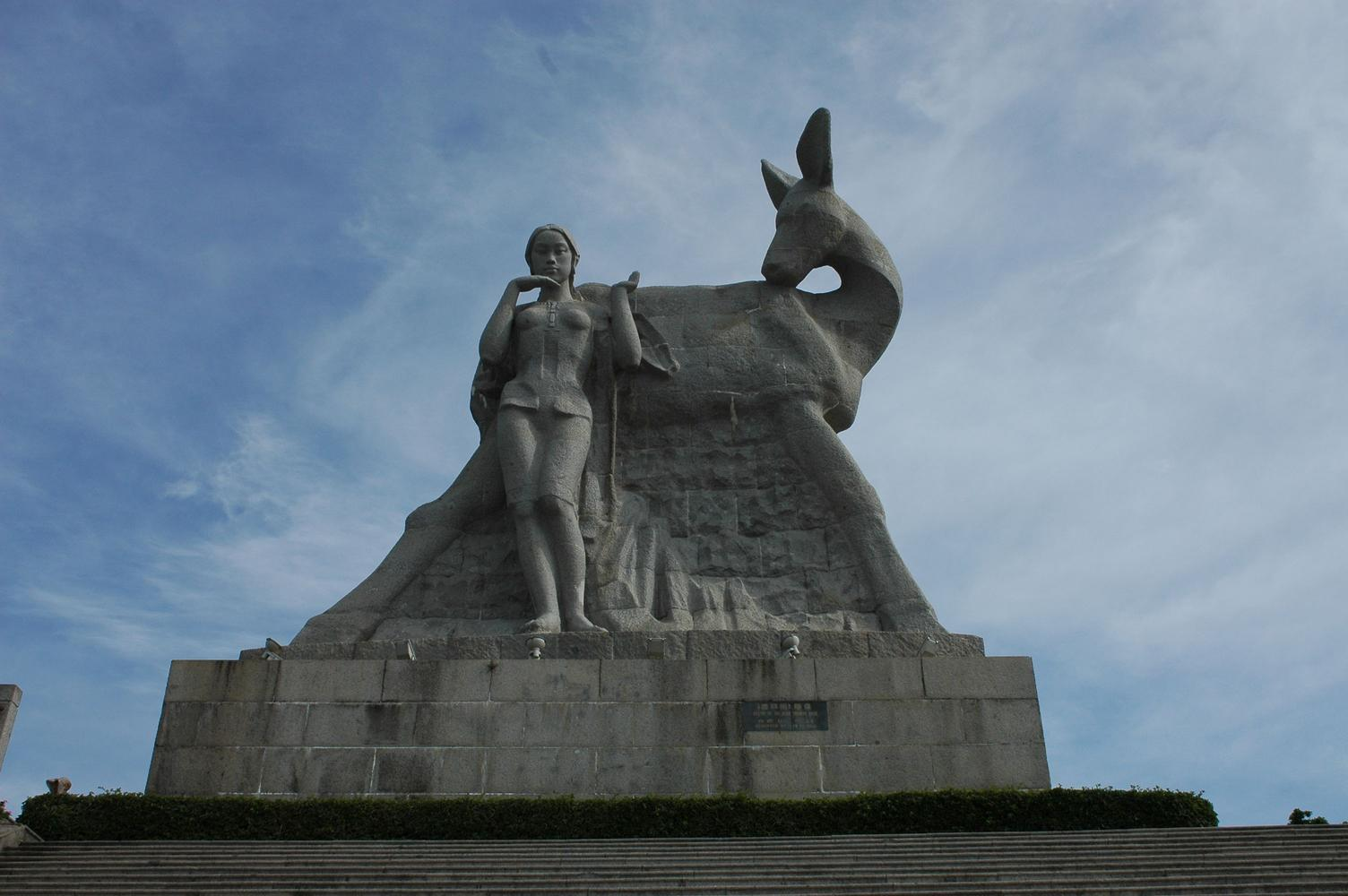
Hjortstatyn i Luhuitou.

#### Nanshan
Nanshan, med den 108 meter höga statyn av Avalokiteshvara och det stora Nanshantemplet, är byggt som ett stort turistområde på över tio kvadratkilometer. Hela anläggningen har kostat cirka sex miljarder yuan.

#### Luhuitou
Luhuitou är en park på toppen av ett 275 meter högt berg alldeles vid havet, med utsikt över centrala Sanya. I parken finns en staty av ett kärlekspar av lifolket och en hjort. Statyn, som kan ses nerifrån centrala delar av staden, bygger på en gammal legend utifrån vilken Sanya kallas för hjortstaden och utgör en viktig symbol och turistattraktion.

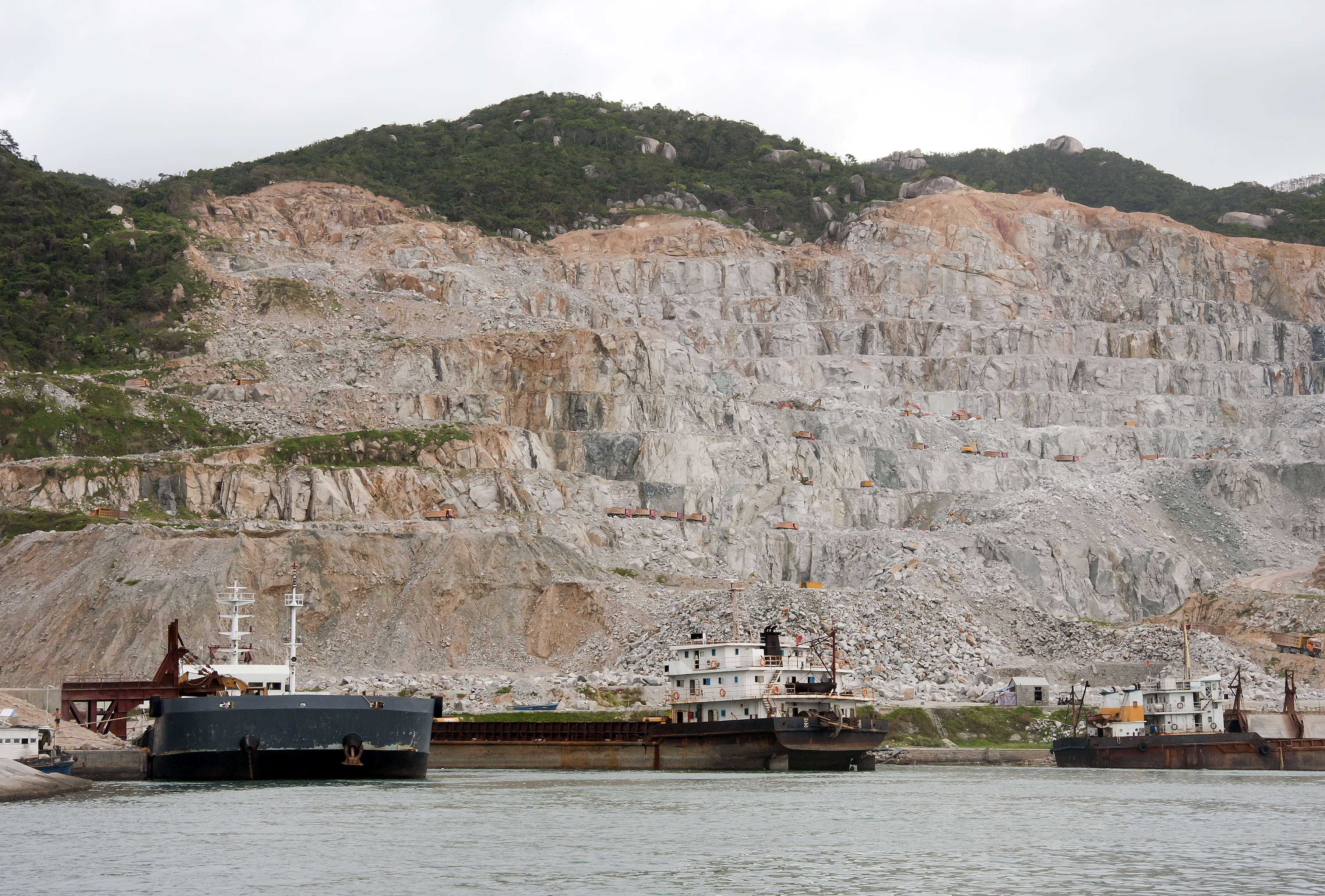
Ett dagbrott vid Tielugang i Sanya.

### Fiske
Sanya har 19 hamnar och i vattnen runt staden fiskas över 400 arter.

### Gas och mineraler
Under havsbottnen i havet utanför Sanya finns tre stora naturgasfyndigheter och på ön finns över 30 brytbara mineraler, där de ekonomiskt viktigaste är kvarts, granit, kalksten, marmor, titan, fosfor och guld.

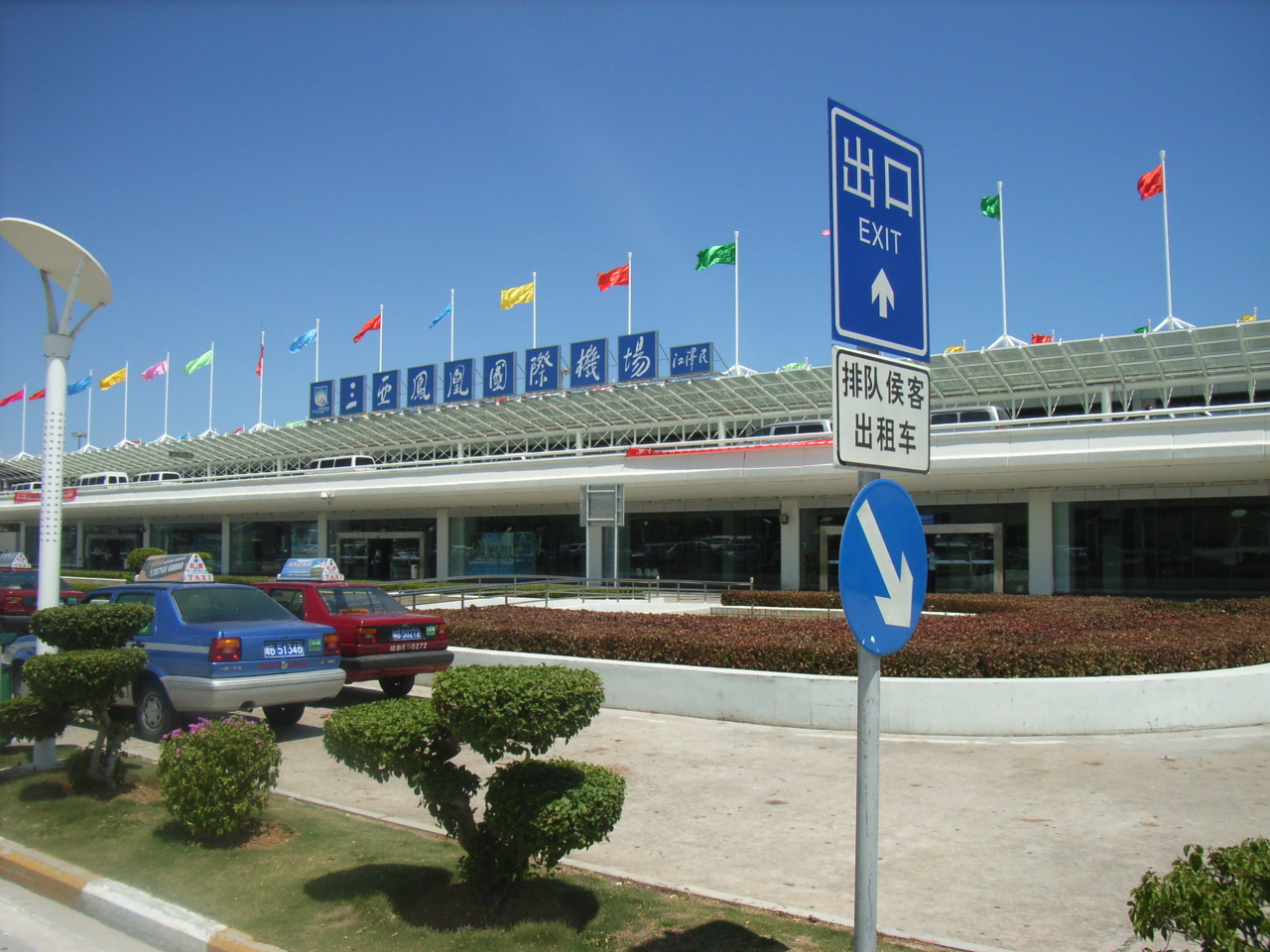
Flygplatsen i Sanya

## Kommunikationer
Till Sanya kan man ta sig via flyg, båt, tåg eller landsväg.

### Flygplats
Sanya Phoenix International Airport har över 5 miljoner resenärer om året. Landningsbanan är 3,4 kilometer lång och 60 meter bred. Över hundra rutter förbinder Sanya med inhemska såväl som utländska flygplatser.
Haikou Meilan International Airport ligger cirka 25 mil norrut på ön.

### Tåg
Järnvägen från Sanya går norrut över ön och vidare över till fastlandet via färja. från till exempel Peking (35 timmar), Shanghai (36,5 timmar) eller Guangzhou (drygt 15 timmar). Tågen går med färja från fastlandet till Haikou på norra Hainan.

### Motorvägar
Motorvägar förbinder Sanya med Haikou och andra städer på Hainan.

### Hamnar
740 000 ton gods passerar årligen Sanyas frakthamnar. En passagerarhamn är under konstruktion.

## Evenemang
Skönhetstävlingen Miss World hölls i Sanya 2003, 2004, 2005, 2007 och 2010. Vinnaren av tävlingen 2007, Zhang Zilin var en av fackelbärarna när Sanya blev den första staden i Kina som den olympiska elden passerade på väg till olympiska sommarspelen 2008 i Peking.
Under 2011 - 2012:s Volvo Ocean Race var Sanya slutmål för etapp 3 och målgång var planerad att ske den 4 februari 2012. Lördagen den 18 februari seglade man en bankappsegling i anslutning till hamnen i Sanya. Söndagen den 19 februari startades från Sanya etapp 4 mot Auckland.
Sanya är åter etappmål 3 för Volvo Ocean Race 2014-15.

## Officiella attribut

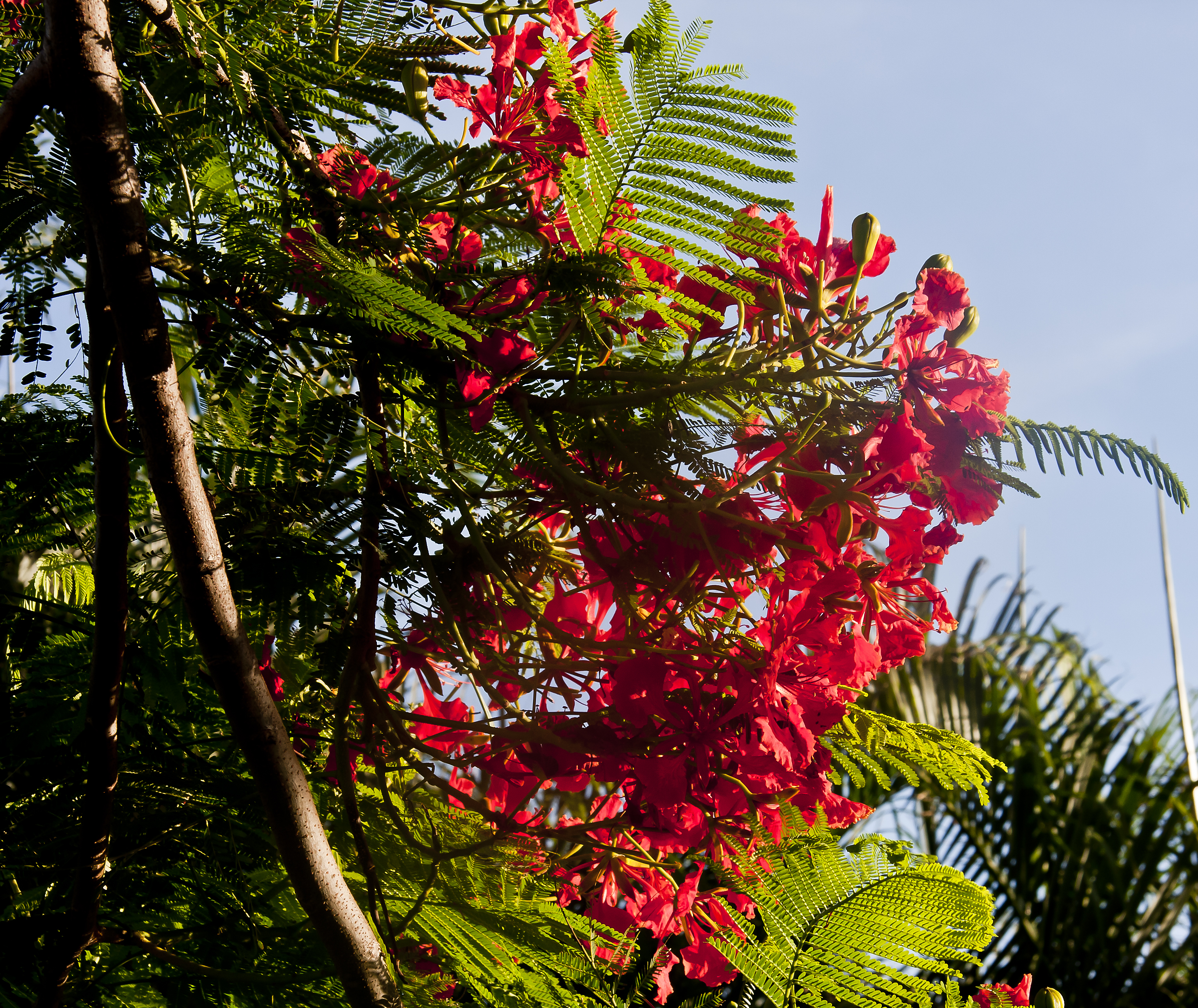
Flamboyant som blommar i Sanya i slutet av juli.

Sanya har några officiella attribut:
- Sanyas officiella sång har på engelska titeln "You are Invited to Visit Tianya-haijiao".
- Sanyas officiella blomma är trillingblomssläktet, som går i blomning i oktober med en vanlig blomningstid på åtta månader.
- Sanyas officiella träd är tamarind och flamboyant.

## Bildgalleri

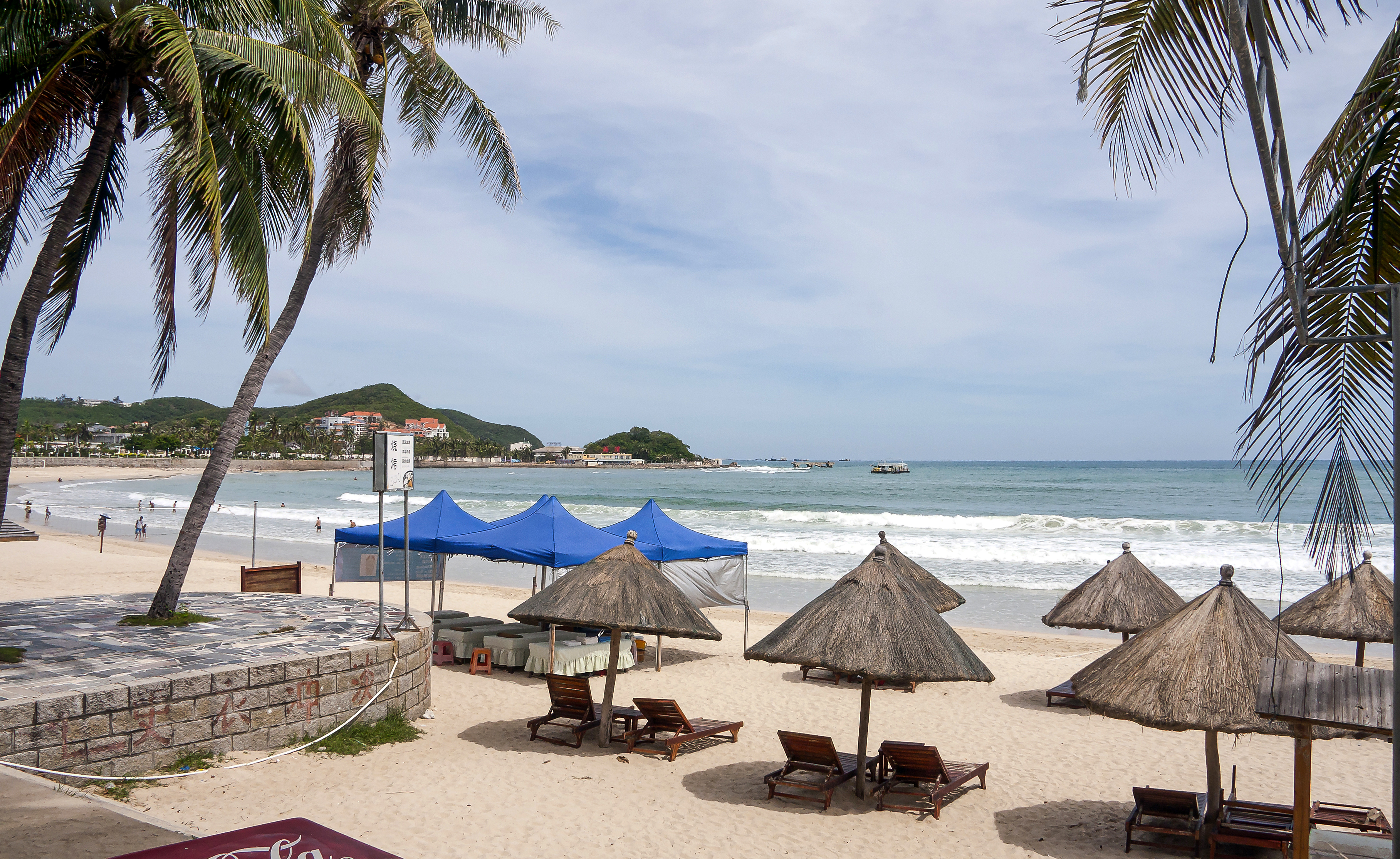
Stranden vid Dadonghai.
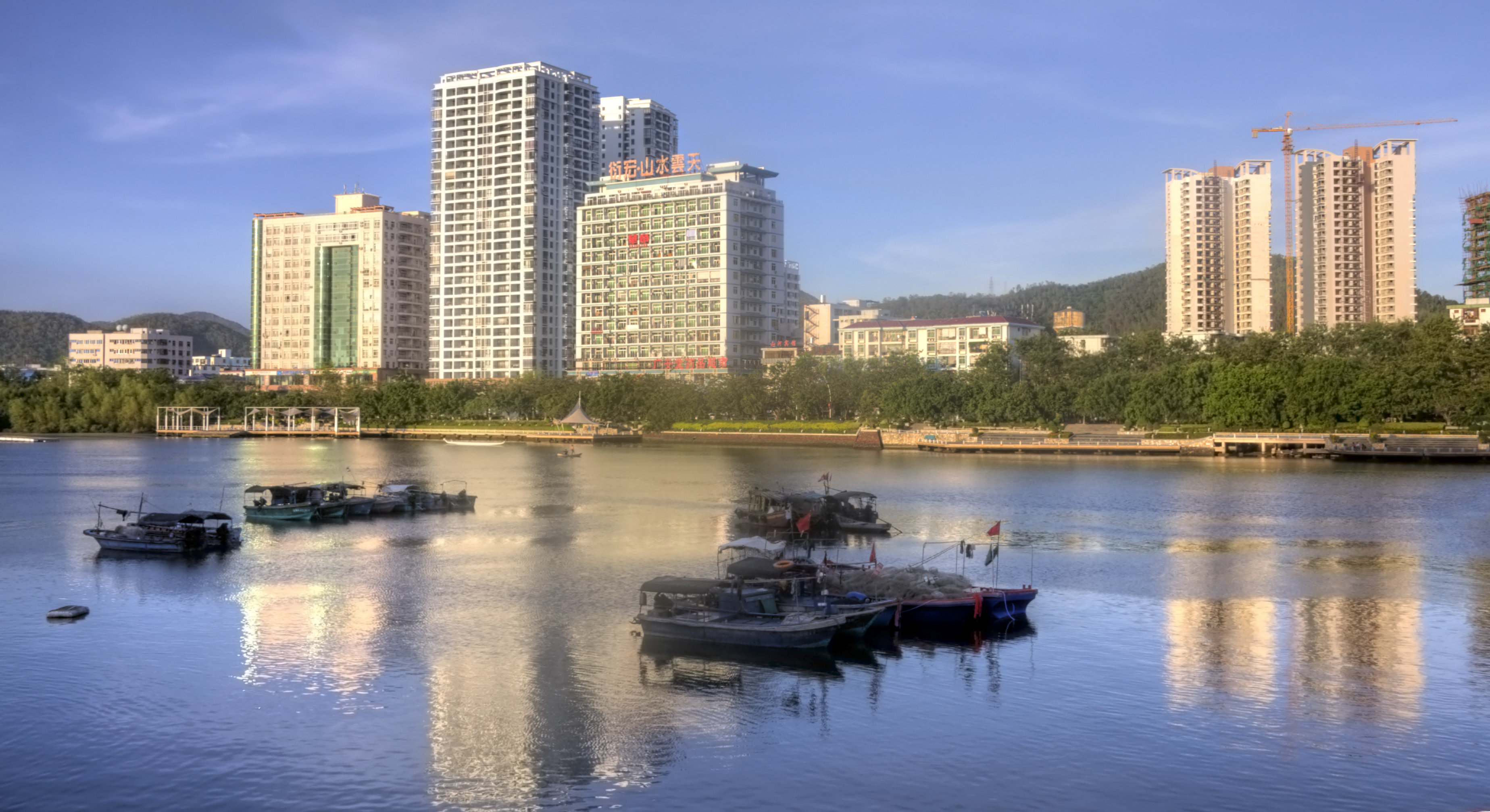
Floden som rinner genom staden.
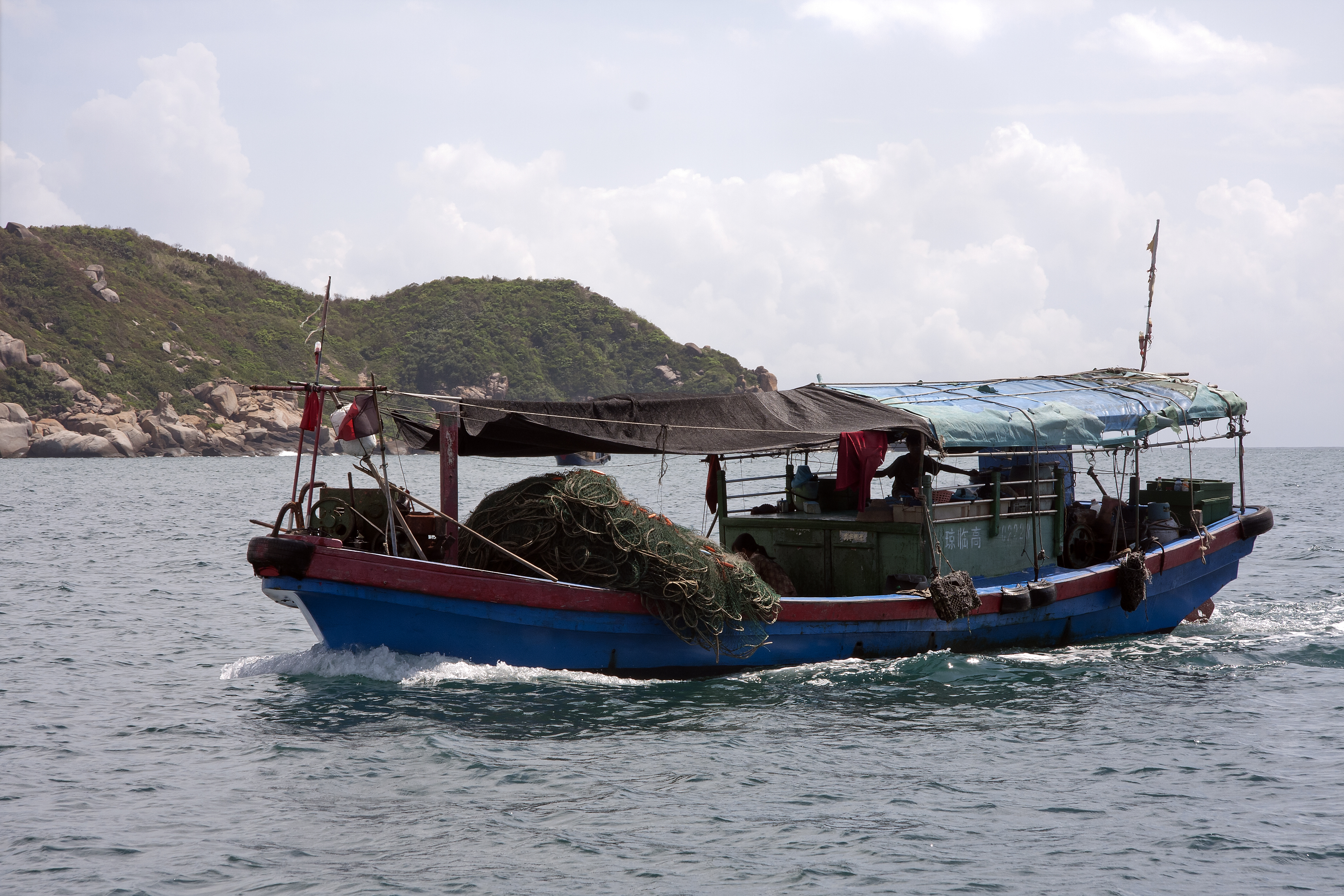
En liten fiskebåt utanför Sanya.
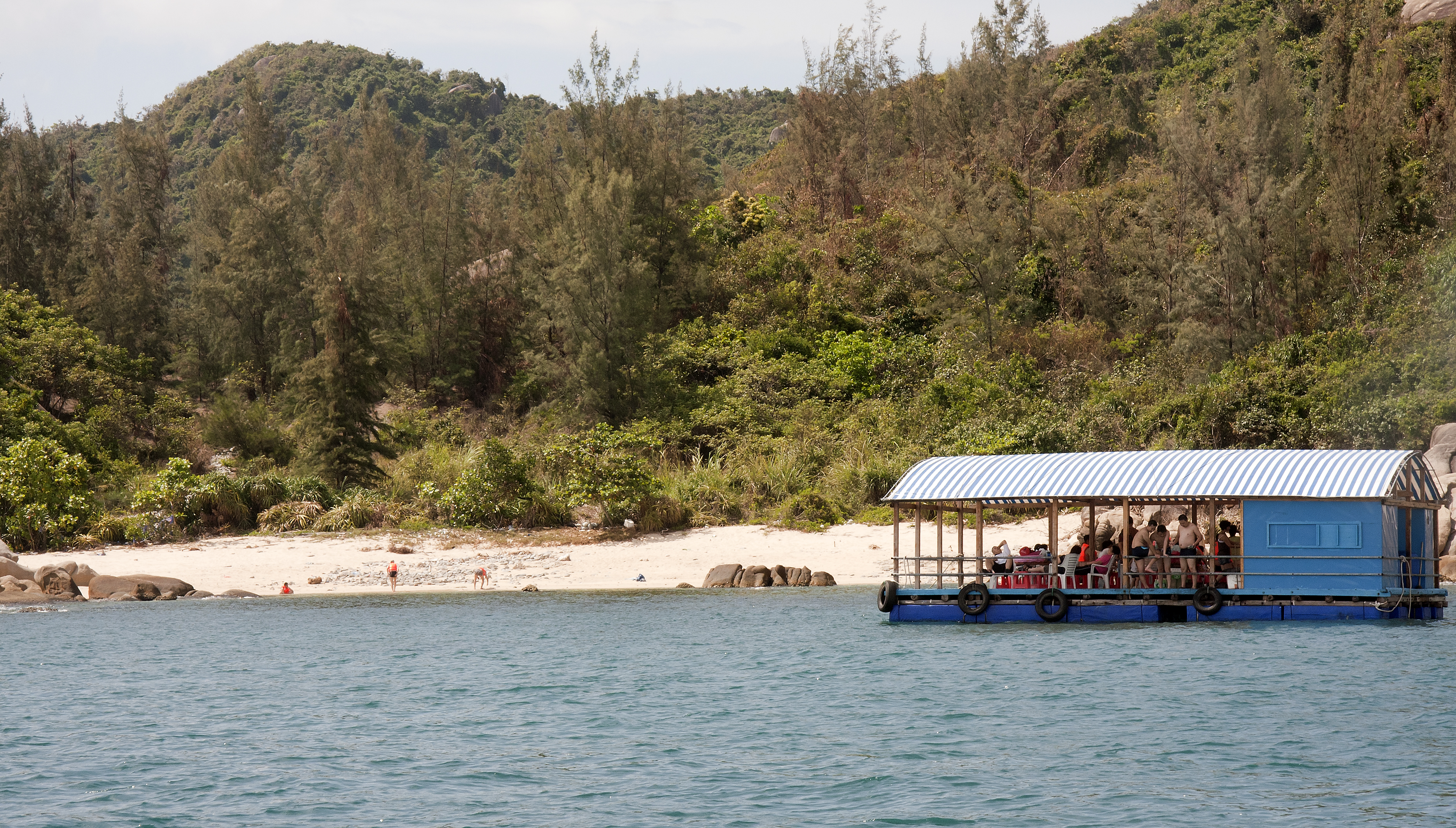
Båt för dykutflykter från Sanya.